# Gianluca Grimalda
Gianluca Francesco Grimalda (* im 20. Jahrhundert) ist ein italienischer Verhaltensökonom, der sich insbesondere mit den Auswirkungen des Klimawandels auf den sozialen Zusammenhalt befasst. Öffentlich bekannt wurde er durch seine Weigerung, Dienstreisen wegen der damit verbundenen Emissionen mit dem Flugzeug anzutreten, und seine darauf folgende Kündigung durch das Kiel Institut für Weltwirtschaft (IfW Kiel).

## Leben und Wirken
Grimalda erwarb einen Bachelorabschluss in Wirtschaftswissenschaften an der Universität Bocconi und promovierte 2003 an der Universität Pavia und der Universität Southampton. Er war bis zu seiner Entlassung als Wissenschaftlicher Mitarbeiter am Institut für Weltwirtschaft in Kiel tätig.
Von Januar bis Juni 2024 war Grimalda Gastfellow an der Universität Passau.
Grimaldas Forschung befasst sich mit dem Verständnis und der Kommunikation der sozialen Implikationen des Klimawandels. Seine Feldforschungen führten ihn nach Bougainville in Papua-Neuguinea, wo er die Bereitschaft der Menschen zur gegenseitigen Hilfe unter den Bedingungen des Klimawandels erforschte.
Grimalda nahm aktiv an Protestaktionen teil, insbesondere im Rahmen der Scientist Rebellion, und setzte sich für zivilen Ungehorsam als Mittel zur Förderung des Klimaschutzes ein. Unter anderem klebte er sich im Oktober 2022 mit anderen Wissenschaftlern für 40 Stunden im Porsche-Pavillon in Wolfsburg fest und war im November 2022 an einer internationalen Blockade von Flughäfen für Privatflugzeuge beteiligt.

### Konflikt mit dem IfW Kiel
Grimalda reist stets so, dass er auf das Nutzen von Flugzeugen verzichtet und stattdessen auf klimafreundlichere Transportmittel wie Schiffe, Züge und Busse setzt. Diese Einstellung spiegelt seine Überzeugungen der Flugscham hinsichtlich der Klimakrise wider und resultierte indirekt in der Kündigung seiner Stelle am IfW Kiel. Feldforschungen in Papua-Neuguinea hatten sich durch unvorhergesehene Entwicklungen ausgedehnt, sodass das IfW Kiel ihn vor die Wahl gestellt hatte, binnen zehn Tagen zurückzukehren, um an einem wichtigen Diensttermin teilzunehmen, oder gekündigt zu werden. Seine Rückreise dauerte durch den Verzicht auf Flugreisen 35 Tage. 9000 Wissenschaftler aus ganz Europa unterzeichneten eine Petition, die eine Weiterbeschäftigung am Institut für Weltwirtschaft forderte. Eine Kündigungsschutzklage vor dem Arbeitsgericht Kiel blieb zunächst erfolglos. Im Januar 2025 akzeptierten Grimalda und das IfW einen vom Arbeitsgericht Kiel vorgeschlagenen Vergleich, der beinhaltet, dass das IfW ihn nicht mehr des Vertragsbruchs beschuldigt, die fristlose Kündigung aufgehoben wird, der Arbeitsvertrag stattdessen wegen "unvereinbarer ideologischer Überzeugungen" beendet wird, und Grimalda vom IfW eine Abfindung in nicht öffentlich genannter Höhe erhält.

## Dokumentarfilm
Im Juni 2024 wurde Paolo Casalis’ Dokumentarfilm Der Wissenschaftler (The Researcher) auf dem Cinemambiente Film Festival uraufgeführt. Er porträtiert das Leben Grimaldas.

## Publikationen (Auswahl)
- Can labour market rigidity foster economic efficiency? A model with non-general purpose technical change. In: Eurasian business review (Bd. 6, 9.7.2015, Nr. 1, date:4.2016: 79-99). SpringerLink, 2015, doi:10.1007/s40821-015-0024-2, urn:nbn:de:1111-2016080724776 (englisch).
- mit Anirban Kar, Eugenio Proto: Procedural fairness in lotteries assigning initial roles in a dynamic setting. In: Experimental economics (Bd. 19, 12.11.2015, Nr. 4, date:12.2016: 819-841). SpringerLink, 2015, doi:10.1007/s10683-015-9469-5, urn:nbn:de:1111-2016121110558 (englisch).
- mit Francesco Farina et al.: Why do preferences for redistribution differ across countries? An experimental analysis. IfW Kiel, Kiel 2023, urn:nbn:de:101:1-2023012610505862535935 (englisch, handle.net).
- mit Christoph Schütt et al.: Does ethnic heterogeneity decrease workers' effort in the presence of income redistribution? An experimental analysis. IfW Kiel, Kiel 2022, urn:nbn:de:101:1-2022072803174551271132 (englisch, handle.net).
- mit Fabrice Murtin, David Pipke, Louis G. Putterman, Matthias Sutter: The politicized pandemic : Ideological polarization and the behavioral response to COVID-19. IfW Kiel, Kiel 2022, urn:nbn:de:101:1-2022031002172656522490 (englisch, handle.net).
- mit Francesco Farina, Anna Conte, Ulrich Schmidt: Why do preferences for redistribution differ across countries? An experimental analysis. IfW Kiel, Kiel 2022, urn:nbn:de:101:1-2022082503171677428652 (englisch, handle.net).
- mit Francesco Bogliacino, Laura Jiménez Lozano: Consultative democracy and trust. In: Structural Change and Economic Dynamics. Vol. 44. ZBW - Leibniz Information Centre for Economics, 2021, ISSN 0954-349X, S. 55–67, urn:nbn:de:101:1-2021081203173473597709 (englisch, handle.net).
- mit David Pipke: Cross-country evidence on the determinants of preferences for redistribution. IfW Kiel, Kiel 2021, urn:nbn:de:101:1-2021081203180171749572 (englisch, handle.net).
- mit Nancy R. Buchan et al.: Exposure to COVID-19 is associated with increased altruism, particularly at the local level. In: Scientific Reports. Vol. 11, Nr. 18950. Springer, 2021, ISSN 2045-2322, urn:nbn:de:101:1-2022011302171084990490 (englisch, handle.net).
- mit Francesco Bogliacino, David Pipke: Kind or contented? An investigation of the gift exchange hypothesis in a natural field experiment in Colombia. IfW Kiel, Kiel 2021, urn:nbn:de:101:1-2021111802181309231953 (englisch, handle.net).
- mit Francesco Bogliacino et al.: Trust and trustworthiness after a land restitution program: lab-in-the-field evidence from Colombia. In: Constitutional political economy (4.7.2021: 1-27). SpringerLink, 2021, doi:10.1007/s10602-021-09339-5, urn:nbn:de:101:1-2021101418490002000036 (englisch).
- mit Alain Trannoy, Fernando Filgueira, Karl Ove Moene: Egalitarian redistribution in the era of hyper-globalization. In: Review of Social Economy. Vol. 78, Nr. 2. ZBW – Leibniz-Informationszentrum Wirtschaft, 2020, ISSN 1470-1162, S. 151–184, urn:nbn:de:101:1-2020100803170872975733 (englisch, handle.net).
- mit Francesco Farina, Ulrich Schmidt: Preferences for redistribution in the US, Italy, Norway : An experiment study. IfW Kiel, Kiel 2018, urn:nbn:de:101:1-201802011224 (englisch, handle.net).
- mit Romina Boarini et al.: Reducing inequalities and strengthening social cohesion through inclusive growth : A roadmap for action. IfW Kiel, Kiel 2018, urn:nbn:de:101:1-201802011196 (englisch, handle.net).
- mit Nancy Buchan, Marilynn Brewer: Social identity mediates the positive effect of globalization on individual cooperation : Results from international experiments. In: PLOS ONE. Vol. 13, 12, Artikel e0206819. Public Library of Science, 2018, ISSN 1932-6203, urn:nbn:de:101:1-2020111902181525965927 (englisch, handle.net).
- mit Romina Boarini et al.: Reducing inequalities and strengthening social cohesion through inclusive growth : A roadmap for action. In: Economics / Journal articles (Bd. 12, Nr. 2018-63). 2018, urn:nbn:de:101:1-2018110803030800449797 (englisch, handle.net).
- mit Dennis J. Snower et al.: 20 solution proposals for the G20. IfW Kiel, Kiel 2017, urn:nbn:de:101:1-2019052303175471926968 (englisch, handle.net).
- mit Iván J. Barreda Tarrazona et al.: Centralizing information improves market efficiency more than increasing information : Results from experimental asset markets. IfW Kiel, Kiel 2017, urn:nbn:de:101:1-201704125440 (englisch, handle.net).
- mit Simon Bartke et al.: Exploiting behavioural insights to foster global cooperation. In: Economics Discussion Papers; 2017-101. IfW Kiel, Kiel 2017, urn:nbn:de:101:1-201712071934 (englisch, handle.net).
- mit Gregor Schwerhoff et al.: Policy options for a socially balanced climate policy. In: Economics Discussion Papers; 2017-34. IfW Kiel, Kiel 2017, urn:nbn:de:101:1-201707066052 (englisch, handle.net).
- mit Nancy Buchan, Marilynn Brewer: Globalization, social identity, and cooperation : an experimental analysis of their linkages and effects. In: Käte Hamburger Kolleg, Centre for Global Cooperation Research (Hrsg.): Global cooperation research papers; 10. Duisburg 2015 (englisch).
- mit Nancy Buchan, Marilynn Brewer: Globalization, Social Identity, and Cooperation: An Experimental Analysis of Their Linkages and Effects. In: SSOAR - Social Science Open Access Repository - Duisburg : Käte Hamburger Kolleg / Centre for Global Cooperation Research (Hrsg.): Global Cooperation Research Papers; Bd. 10. Mannheim 2015, urn:nbn:de:0168-ssoar-67431-7 (englisch, https://www.ssoar.info/ssoar/handle/document/67431 (Open Access)).
- mit Lorenzo Sacconi: The Constitution of the Not-For-Profit Organisation: Reciprocal Conformity to Morality. In: Constitutional political economy (Bd. 16, Nr. 3, date:09.2005: 249-276). SpringerLink, 2005, doi:10.1007/s10602-005-2833-2, urn:nbn:de:101:1-2019100123190924521371 (englisch).